# Аз, моя милост и Айрийн
„Аз, моя милост и Айрийн“ (на английски: Me, Myself & Irene) е американска черна комедия от 2000 година, режисиран от братята Фарли. Във филма участват Джим Кери, Рене Зелуегър, Крис Купър, Робърт Форстър, Ричард Джекинс, Антъни Андерсън, Джерод Миксън, Даниел Грийн, Зен Греснър, Роб Моран, Трейлър Хауърд, Тони Кокс, Рекс Алън младши, Ричард Прайър и Крис Рок. Това е първата роля на Кери във филм на 20th Century Fox, както и втория филм на братята Фарели с Кери, след като „От глупав по-глупав“ излиза през 1994 г.